# Rogério Ferreira
Rogério "Pará" de Souza Ferreira (ur. 13 września 1973 w Belém) – brazylijski siatkarz plażowy, mistrz Świata z 1997 i brązowy medalista mistrzostw Świata z 1999 roku, oprócz tego zdobył triumfował w World Tour 1998. Wszystkie te sukcesy osiągnął grając w parze z Guilherme Marquesem.